# Karla Rašínová
Karla Rašínová (rozená Karolína Jánská, 5. listopadu 1877 Smíchov – 28. ledna 1959 Rio de Janeiro) byla česká členka tzv. Prvního československého odboje, manželka politika a pozdějšího ministra financí prvorepublikového Československa Aloise Rašína.

## Život

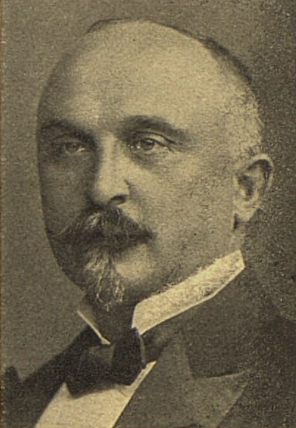
Manžel Alois Rašín (1917)

### Mládí
Narodila se na Smíchově u Prahy v rodině mydláře Jana Janského (1844–) a jeho manželky Marie, rozené Zelenkové. Byla prostřední z tří sourozenců, starším z jejích dvou bratrů byl pozdější lékař a objevitel krevních skupin Jan Janský. Již v mládí aktivně sledovala politický život, zejména pak proces s tzv. Omladinou v letech 1893 a 1894. Roku 1899 provdala se za Aloise Rašína, advokátního koncipienta a jednoho z vězněných v procesu s Omladinou. Rašín v roce 1907 vstoupil do vedení mladočeské strany, ve volbách do Říšské rady roku 1911 se stal poslancem Říšské rady (celostátního parlamentu). Manželé jezdili na letní byt do jihočeského Písku.

### Maffie
Po vypuknutí první světové války roku 1914 se společně s manželem zapojila do aktivit protirakouské odbojové skupiny Maffie sestávající z domácích členů a také exilové skupiny Tomáše Garrigue Masaryka, Edvarda Beneše a Milana Rastislava Štefánika zasazující se o vznik samostatného Československa. Spolupracovala např. s Přemyslem Šámalem, Václavem Klofáčem či dalšími členkami organizace, jako byli Božena Fričová, Božena Šámalová, Zdeňka Rýdlová-Kvapilová či Hana Fillová, zejména ve věci shromažďování informací a předávání kurýrních zpráv. Byť ženy vzbuzovaly obecně menší podezření z nepřátelské špionáže, Rašínová nicméně pracovala spolu s ostatními zapojenými pod neustálou hrozbou obvinění z vlastizrady. Poté, co byl její manžel, spolu s Karlem Kramářem, Vincencem Červinkou a Josefem Zamazalem, roku 1915 zatčen a společně byli pak odsouzeni k trestu smrti pro velezradu a vyzvědačství. Trest jim byl následně zmírněn na doživotí, které si Rašín odpykával ve velmi tvrdých podmínkách ve věznici v rakouském Möllersdorfu, kde sdílel celu společně s Karlem Kramářem. Karla po manželově zatčení zintenzivnila svou činnost v Maffii a manžela ve vězení pravidelně navštěvovala, přičemž opět zajišťovala kontakt mezi ním a domácím vedením odboje. Rašín byl pak spolu s ostatními roku 1917 amnestován a propuštěn.

### Po roce 1918
Po vzniku Československa roku 1918 se její manžel stal jednou z nejexponovanějších politických figur veřejného života a posléze se stal ministra financí . Karla byla za své zásluhy v odboji oceněna Československou revoluční medailí. Poté, co byl na Aloise Rašína 5. ledna 1923 před domem v Žitné ulici, kde měli Rašínovi byt, spáchán atentát a on svým střelným zraněním 18. února podlehl, se pak stáhla do ústraní bez účasti na veřejném životě.
Během německé okupace Čech, Moravy a Slezska a druhé světové války byl její syn Ladislav německými úřady již v listopadu 1939 uvězněn a 20. března 1945 pak ve Frankfurtu nad Mohanem, krátce před příchodem americké armády, ve zdejší vězeňské nemocnici zemřel.
Po převratu v únoru 1948 a nastolení komunistického režimu v Československu odešla ze země do Brazílie, za rodinami své dcery Ludmily a syna Miroslava. Ten od roku 1947 působil jako první čs. vyslanec v Uruguayi a po převzetí moci komunisty se přestěhoval do brazilského Rio de Janeira.

### Úmrtí
Karla Rašínová zemřela 28. ledna 1959 v Rio de Janeiru ve věku 81 let.